# Apataniidae
Famille
Les Apataniidae sont une famille d'insectes trichoptères.

## Liste des taxons subordonnés
Selon Tree of Life Web Project (12 févr. 2011) :
- sous-famille Apataniinae Wallengren, 1886
  - genre Proradema
  - tribu Apataniini
    - genre Apatania
    - genre Apataniana
    - genre Apatidelia
    - genre Talgara

  - tribu Baicalinini
    - genre Baicalina
    - genre Protobaicalina

  - tribu Thamastini
    - genre Baicalinella
    - genre Baicaloides
    - genre Protoradema
    - genre Radema
    - genre Thamastes
- sous-famille Moropsychinae Schmid, 1953
  - genre Moropsyche
  - genre Notania
- genre Allomyia Banks, 1916
- genre Manophylax Wiggins, 1973
- genre Moselyana Denning, 1949
- genre Pedomoecus Ross, 1947